# Prunièiras (Losera)
Prunièiras (en francès Prunières) és un municipi del departament francès del Losera a la regió d'Occitània.